# Ravensburg
Ravensburg är en stad i förbundslandet Baden-Württemberg i Övre Schwaben i Tyskland. Den är huvudort i distriktet Landkreis Ravensburg. Folkmängden uppgår till cirka 52 000 invånare, på en yta av 92 kvadratkilometer. Staden utgörs av centrala Ravensburg (Kernstadt) och delområdena Eschach, Taldorf och Schmalegg. 
Staden ingår i kommunalförbundet Mittleres Schussental tillsammans med staden Weingarten och kommunerna Baienfurt, Baindt och Berg.
Första kända gången Ravensburg nämndes var 1088. Under medeltiden var orten riksstad och viktigt handelscentrum. Handelssällskapet Grosse Ravensburger Handelsgesellschaft ägde affärer och handelsföretag över hela Europa. År 1645 kapitulerade Ravensburgs fästning Veitsburg inför svenska trupper under det 30-åriga kriget.
Mycket av stadens historiska centrum finns fortfarande kvar, med bland annat tre stadsportar och över tio torn från medeltidens befästning.
Stadens mest populära festival är "Rutenfest" i mitten av året.

## Ekonomi och infrastruktur

### Lokala företag
I Ravensburg finns företaget Ravensburger AG, känt för sin tillverkning av pussel.
Tekrum är en bageriföretag, grundat 1897 av Theodor Krumm och var ett familjeföretag tills 1997. Sedan januari 2017 tillhör Tekrum Kambly SA-gruppen.
OMIRA (Oberland Milchverwertung Ravensburg GmbH) är en tillverkare av mejeriprodukter som finns i hela Tyskland och delar av Europa. Företagets främsta produkt är laktosfri mjölk som säljs under varumärket  MinusL .

### Vänorter
Ravensburg har följande vänorter:
- sedan 1964: Montélimar (Frankrike)
- sedan 1983: Rivoli (Italien)
- sedan 1989: Brest (Vitryssland); denna tillsammans med Weingarten, Baienfurt, Baindt och Berg
- sedan 1990: Coswig, Sachsen
- sedan 1993: Rhondda Cynon Taf, Wales (Storbritannien)
- sedan 1993: Huehuetenango (Guatemala); inofficiellt
- sedan 2002: Varaždin (Kroatien)
- sedan 2017: Mollet del Vallès (Katalonien)[6]

Ortsdelarnas vänorter:
- Schmalegg: Sankt Magdalena am Lemberg (Steiermark, Österrike)
- Taldorf: Hittisau (Vorarlberg, Österrike)